# Landen, Ohio
Landen, Ohio (енгл. Landen) насељено је место без административног статуса у америчкој савезној држави Охајо.

## Демографија
По попису из 2010. године број становника је 6.782, што је 5.984 (-46,9%) становника мање него 2000. године.
| Група             | 2000.          | 2010.         |
| Белци             | 11.823 (92,6%) | 6.263 (92,3%) |
| Афроамериканци    | 189 (1,5%)     | 122 (1,8%)    |
| Азијати           | 345 (2,7%)     | 112 (1,7%)    |
| Хиспаноамериканци | 278 (2,2%)     | 174 (2,6%)    |
| Укупно            | 12.766         | 6.782         |